# 가톨릭 에스테르곰-부다페스트 대교구
가톨릭 에스테르곰-부다페스트 대교구(라틴어: Archidioecesis Strigoniensis-Budapestinensis)는 헝가리의 로마 가톨릭교회 수석 교구이자 라틴 전례 관구 중의 하나이다. 명칭에서 알 수 있듯이 헝가리의 주요 도시 두 곳, 즉 옛 대주교좌 소재지인 에스테르곰과 현재 헝가리의 수도 부다페스트에 공동 주교좌가 있다. 에스테르곰-부다페스트 관구장 주교는 다른 모든 헝가리 교구들보다 명예 우선권을 갖는 수석 대주교라는 칭호를 소유하고 있다.

## 같이 보기
- 헝가리의 로마 가톨릭 교구 목록
- 헝가리의 로마 가톨릭교회